# Barry Dennen
Pour les articles homonymes, voir Dennen.
Barry Dennen, est un acteur et scénariste américain, né le 22 février 1938 à Chicago (Illinois) et mort le 26 septembre 2017 à Burbank (Californie).

## Filmographie

### comme acteur

#### Cinéma
- 1968 : The Secret Cinema (en) : le psychiatre
- 1970 : The Juggler of Notre Dame : The Juggler
- 1971 : Un violon sur le toit (Fiddler on the Roof) : Mendel
- 1973 : Jesus Christ Superstar : Ponce Pilate
- 1974 : Madhouse de Jim Clark : Gerry Blount
- 1975 : Brannigan : Julian
- 1977 : Hamburger Film Sandwich (The Kentucky Fried Movie) : Claude LaMont
- 1978 : Rabbit Test : Mad Bomber
- 1980 : Shining (The Shining) : Bill Watson
- 1981 : Shock Treatment : Irwin Lapsey
- 1981 : Ragtime : Stage Manager
- 1982 : Dark Crystal (The Dark Crystal) : Chamberlain / Podling (voix)
- 1983 : Un fauteuil pour deux (Trading Places) de John Landis : Demitri
- 1983 : Superman 3 : le docteur McClean
- 1984 : Not for Publication
- 1984 : Memed My Hawk (en) : Hikmet
- 1991 : Liquid Dreams (en) : le major
- 1994 : Jumeaux jumeaux (Twin Sitters) : Thomas
- 1994 : Clifford : Terry le ptérodactyle
- 1997 : Titanic : l'homme qui prie
- 2003 : Manhood (en) : le groom qui chante

#### Télévision
- 1968 : Out of the Blue (TV) : Solly
- 1978 : Ring of Passion (TV) : Adolf Hitler
- 1980 : Oppenheimer (feuilleton TV) : Isidor Rabi
- 1981 : Pictures (feuilleton TV) : Miroslav
- 1982 : Beau Geste (en) (feuilleton TV) : Buddy
- 1985 : Galtar et la Lance d'or (série télévisée) : Krimm (voix)
- 1986 : La Loi de Los Angeles (TV) : l'employé n° 2
- 1987 : Jonny Quest (série télévisée) : (voix additionnelles)
- 1988 : Killer Instinct (TV) : monsieur Martin
- 1991 : Qu'est-il arrivé aux sœurs Hudson? (en) (What Ever Happened to Baby Jane?) (TV)
- 1991 : Le Tourbillon noir (série télévisée) : (voix additionnelles - saison 2)
- 1992 : She Woke Up (TV) : le docteur Landover

#### Jeux vidéo
- 1995 : Wing Commander IV : le Prix de la liberté : Melek
- 1989 : The Easter Story (voix)
- 2003 : Prince of Persia : les Sables du temps : le Vizir (voix)
- 2011 : Fallout: New Vegas, Dead Money add-on : Dean Domino (voix)